# Christine Larsen
Christine Larsen (* 15. Dezember 1967 in Coquitlam) ist eine ehemalige kanadische Synchronschwimmerin.

## Erfolge
Christine Larsen sicherte sich 1987 ihre erste internationale Medaille, als sie mit der Mannschaft beim Weltcup in Kairo die Silbermedaille gewann. 1990 belegte sie mit Kathy Glen im Duett den ersten Platz bei den Commonwealth Games in Auckland und gewann ein Jahr darauf bei den Weltmeisterschaften in Perth im Mannschaftswettbewerb eine weitere Silbermedaille. Ebenfalls 1991 schloss sie mit Kathy Glen die Duett-Konkurrenz beim Weltcup in Bonn auf Rang drei ab. Nachdem Glen und Larsen die Qualifikation für die Duettwettbewerbe der Olympischen Spiele 1992 verpassten, beendeten sie zunächst ihre Karrieren. 1994 kehrte Larsen jedoch ins Training zurück und gehörte schließlich zum kanadischen Aufgebot bei den Olympischen Spielen 1996 in Atlanta. Zusammen mit Karen Clark, Sylvie Fréchette, Janice Bremner, Erin Woodley, Cari Read, Valérie Hould-Marchand, Karen Fonteyne und Lisa Alexander gelang ihr im Mannschaftswettbewerb mit 98,367 Punkten das zweitbeste Ergebnis des Wettkampfs, womit die Kanadierinnen hinter der mit 99,720 Punkten siegreichen Mannschaft der Vereinigten Staaten erneut die Silbermedaille gewannen. Bronze ging an Japan mit 97,753 Punkten.
Nach den Spielen beendete sie ihre Karriere schließlich endgültig. 2010 wurde Larsen in die Coquitlam Sports Hall of Fame aufgenommen. Ihre ältere Schwester Karin Larsen war ebenfalls Synchronschwimmerin und vertrat Kanada bei den Olympischen Spielen 1988.